# HD277732
HD277732 є подвійною зорею. 
Дана подвійна система має видиму зоряну величину в смузі V приблизно11,2.

## Подвійна зоря
Головна зоря цієї системи належить до хімічно пекулярних зір й має спектральний клас A2.
Інша компонента має  спектральний клас F2.